# José Manuel Panisello Zaragoza
José Manuel Panisello Zaragoza   (Tortosa, 16 de juliol de 1931) és un metge català, que ha estat diputat al Parlament de Catalunya.

## Biografia
Es llicencià en medicina a la Universitat de Barcelona i s'especialitzà en obstetrícia i ginecologia. Es doctorà en la Universitat Complutense de Madrid i començà a treballar com a professor de la Facultat de Medicina de la Universitat de Barcelona. El 1977 fou nomenat cap del Servei d'Obstetrícia i Ginecologia i Director de la Residència Sanitària Verge de la Cinta de Tortosa.
Ha estat vicesecretari del Col·legi de Metges de Tarragona. Vocal del comitè tècnic provincial de l'Associació Espanyola de Lluita contra el Càncer. Membre associat de l'Estudi Col·laboratiu Espanyol de Malformacions Congènites.
A les eleccions al Parlament de Catalunya de 1980 fou elegit diputat per la circumscripció de Tarragona per Centristes de Catalunya-UCD. En el Parlament de Catalunya fou secretari de la comissió d'investigació sobre un possible dèficit en els serveis transferits de la Seguretat Social. No es va presentar a la reelecció en les eleccions de 1984.